# Cruzy-le-Châtel
Cruzy-le-Châtel é uma comuna francesa na região administrativa de Borgonha-Franco-Condado, no departamento de Yonne. Estende-se por uma área de 54,8 km². Em 2010 a comuna tinha 241 habitantes (densidade: 4,4 hab./km²).